# Лутф Аллах (Сербедар)
Лутф Аллах — лідер Сербедарів Себзевара, син Ваджіха ад-Діна Масуда. Прийшов до влади в результаті череди змов і повалення кількох правителів.